# Carlo Campolmi
Carlo Campolmi (Firenze, 26 marzo 1901 – Firenze, 5 maggio 1975) è stato un partigiano italiano, tecnico delle Ferrovie dello Stato, aderì al Partito Repubblicano Italiano e al movimento Italia libera. Fece parte del gruppo Non Mollare e fu un collaboratore di Radio CORA. Dopo la liberazione, per i servizi resi alla Resistenza, fu decorato con due medaglie d'argento al valor militare.

## Giacomo Matteotti

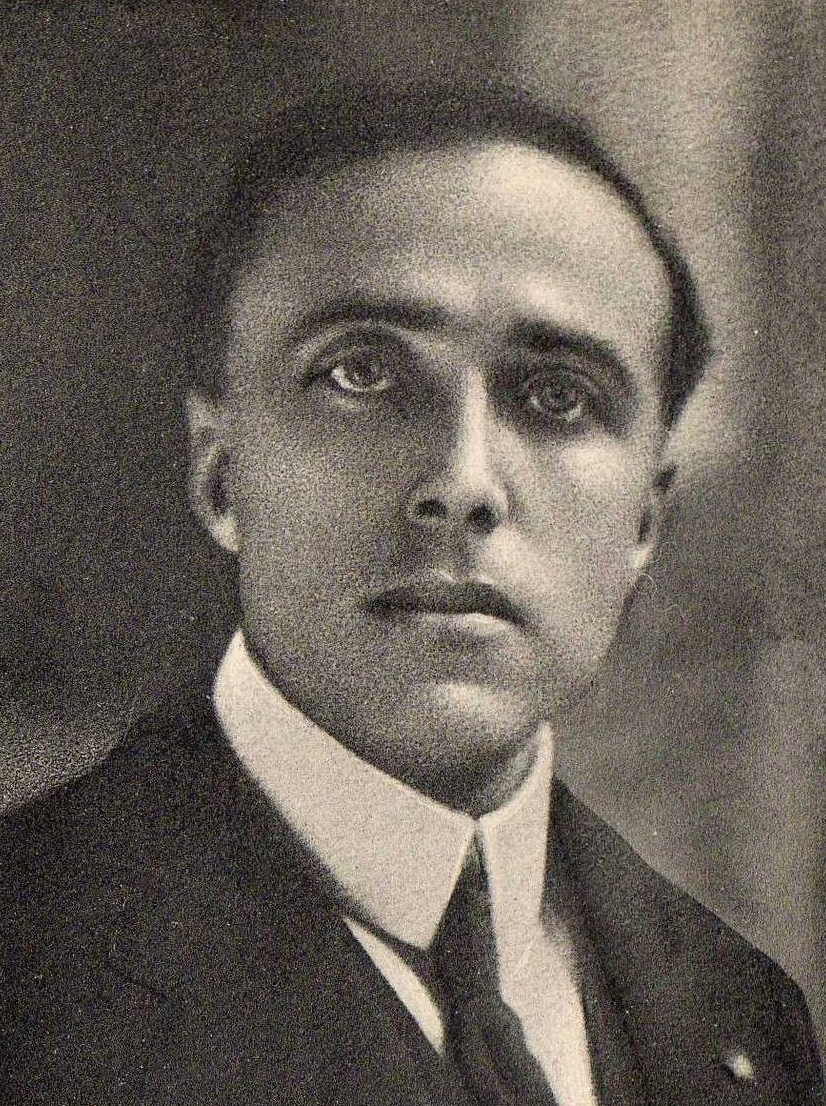
Giacomo Matteotti

In occasione del primo anniversario del delitto di Giacomo Matteotti, affisse un enorme drappo raffigurante il deputato socialista, sopra i fili telefonici sull'Arno, vicino al Ponte Santa Trinita. Per staccare il drappo, dovettero intervenire i vigili del fuoco

## Arresto
Fu arrestato il 7 giugno  1944 nella sede di Radio CORA, in  Piazza d'Azeglio a Firenze e l'episodio è narrato dallo stesso Campolmi al Processo Carità: ....dopo la sparatoria i tedeschi che continuavano ad arrivare numerosi, iniziarono in nostra presenza una perquisizione minuziosa nell'appartamento. Nella sede di Piazza d'Azeglio noi avevamo accentrato tutto il materiale del nostro archivio segreto e proprio quella sera ci dovevano essere consegnati degli oggetti che dovevano servire alla custodia dei documenti.....

## Villa Triste
Fu torturato dai tedeschi a Villa Triste, ma riuscì a fuggire mentre lo stavano trasferendo a Mauthausen.

## A Firenze
Ritornò a Firenze nel novembre di quello stesso anno, passando le linee, e trovò la città già liberata. Divenne rappresentante del Partito d'Azione  nel C.T.L.N. .  Fu tra i fondatori dell'Istituto Storico della Resistenza in Toscana, al quale donò   un'importante raccolta di atti, documenti e stampe clandestine d'ogni partito.